# Neil McLean (homme politique)
Pour les articles homonymes, voir McLean.
 (février 2019).
Neil Loudon Desmond « Billy » McLean (28 novembre 1918 - 17 novembre 1986), est un militaire et homme politique écossais. Officier du SOE, ensuite agent du MI6 et lieutenant-colonel honoraire des Royal Scots Greys. Il est fait compagnon du Distinguished Service Order (DSO) en 1944.

## Seconde Guerre mondiale
Après des études à Eton College, il intègre l'Académie royale militaire de Sandhurst où il excelle en escrime et en équitation. Le 25 août 1938, il est nommé sous-lieutenant de cavalerie au célèbre régiment des Royal Scots Greys. 
En 1939 il rejoint la Palestine. 
Promu lieutenant le 1er janvier 1941, il rejoint l’Éthiopie. Pendant la campagne d'Afrique menée par le colonel (futur général) Orde Charles Wingate, il commande des partisans abyssiniens de l’armée de Hailé Sélassié ainsi qu’une unité de supplétifs éthiopiens – le 79e Bataillon Colonial - qui avait déserté l’armée italienne après la défaite de Debra Tabor. Ces hommes vont constituer le 79e Régiment d’infanterie (79th Foot) dit "Régiment de McLean". 
Le 27 mai 1949, l’Empereur d’Éthiopie lui confère la Médaille militaire de Hailé Selassié 1er.
En 1942 il occupe des postes en état-major du Special Operations Executive, en Égypte, en Syrie et en Palestine. Il travaille également pour le compte du MI9, structure créée en décembre 1940 pour assister les mouvements de résistance dans les pays occupés par les Nazis et assurer l’exfiltration des soldats et prisonniers alliés de ces mêmes pays.
Début 1943, promu commandant, il est retenu pour diriger une mission du SOE en Albanie. En avril il est parachuté au Nord de la Grèce (mission Consensus 11), avec le capitaine David Smiley, son second, afin de prendre contact avec Enver Hoxha, le chef de la résistance albanaise communiste. L’équipe est évacuée en novembre 1943.
Le général Edmund "Trotsky" Davies, les commandants Arthur Nicholls et Neil "Billy" McLean et le capitaine David Smiley sont photographiés au quartier général de la Mission britannique à Bixha (Albanie) dans Albanian Assignment et dans la traduction de Irregular Regular de D. Smiley. McLean est aussi photographié aux côtés de Enver Hoxha dans An Englishman in Albania de D. Oakley-Hill.
Lieutenant avec rang de capitaine (et commandant à titre temporaire), il est décoré le 23 mars 1944 du Distinguished Service Order pour sa mission en Albanie en compagnie du lieutenant Smiley, qui reçoit la Military Cross.  
Avec rang de lieutenant-colonel, il est de nouveau parachuté en avril 1944 en Albanie avec le commandant David Smiley et le capitaine Julian Amery, formant l’équipe des Mousquetaires (The Muskeeters) qui est exfiltrée à l’automne.
Voici le portrait que dresse David Smiley de son ami dans son livre Arabian Assignment  (pages 3 et 4) : " Beau garçon blond de 25 ans (ndt : en 1943), extraverti, doté du panache (ndt : en français et en italique) attribué dans la fiction romantique aux officiers de cavalerie, McLean a déjà l’expérience très précieuse de la guerre non conventionnelle, menée sous les ordres de Wingate pendant la campagne d’Éthiopie de 1941. D’un esprit enthousiaste et original, avec un courage inhabituel, un mental très fort et une grande endurance physique, il a tout pour être un chef de guérilla. Son exubérance naturelle et son charme en font un compagnon idéal dans les conditions difficiles et dangereuses. "   
Début 1945, McLean se porte volontaire pour combattre en Asie ; il assure la fonction de conseiller militaire près du consul britannique à Kashgar, dans le Turkestan chinois, jusqu’à la fin de la guerre.

## Après guerre, politique intérieure et interventions au Moyen-Orient
Lieutenant-colonel à titre temporaire en 1949, il est nommé commandant de réserve des Greys le 4 octobre 1950, tout en conservant le grade de lieutenant-colonel honoraire.
Après la guerre, il est agent du MI6 et participe à ce titre au projet Valuable en 1948-49. 
Il est également un député conservateur lié aux Ligues Britanniques et Écossaises pour une Europe Libre (British League for European Freedom et Scottish League for European Freedom) créées en 1944 pour contrecarrer l'expansion communiste en Europe et qui furent très actives dans les années cinquante. 
Comme son ami Julian Amery, il soutient les intérêts britanniques dans les mines d’uranium au Congo, lors des événements du Katanga au début des années soixante. 
Selon son biographe Xan Fielding, McLean constitue un cabinet fantôme de personnalités de la droite conservatrice et pro-impérialiste où l’on retrouve le fils de Macmillan, Maurice, Sir Rowland Winn, compagnon de David Smiley en Thaïlande en 1945 et Sir Hugh Fraser (1918-1984), ancien du MI6 et secrétaire d’état à l’Air en 1962-64.

## Interventions auYémen[7]
Il participe de façon active à l'intervention des Britanniques au Yémen dans les années soixante. À l’automne 1962, alors député conservateur, il est sollicité par Julian Amery pour établir des rapports au Premier ministre Harold Macmillan sur la situation au Yémen après le coup d’État du 26 septembre. On le surnomme bientôt le "député du Yémen".
Il se rend en Jordanie en octobre 1962 et rencontre le roi Hussein. À ce moment le Mossad israélien contacte l’ancien vice-président du MI6, George Young, pour trouver un Britannique acceptable aux yeux des Saoudiens, pour mener une guérilla contre le nouveau régime yéménite pro-égyptien. McLean rencontre le général israélien Dan Hiram qui promet de l’argent, des armes et des instructeurs. Le 23 octobre, McLean voit le roi Saoud d’Arabie, très inquiet de la situation. Puis il se rend à Aden et pénètre au Yémen pour évaluer la force de la résistance armée des fidèles de l’imam El Badr. De retour en Angleterre, il fait un rapport alarmiste à la Chambre des Communes. Il repart en mission une seconde fois le 4 décembre et envoie un télégramme à Julian Amery où il conclut que les troupes royalistes yéménites peuvent vaincre les Égyptiens avec une aide britannique. Le 19 décembre McLean présente son rapport au Premier ministre Macmillan, le jour même où les États-Unis, désireux d’affaiblir la puissance de la Grande-Bretagne dans le Golfe, reconnaissent la nouvelle république.
Le 1er mars 1963, Julian Amery envoie pour la troisième fois McLean en mission officieuse au Yémen. À la fin mars, à Londres, une rencontre a lieu entre Dick White, le chef du MI6, Julian Amery, Billy McLean, David Stirling et le colonel Brian Franks. Une intervention officielle des SAS étant exclue, le recours à des mercenaires est arrêté. En mai 1963, McLean recrute David Smiley qui, au début de l’année 1964, est nommé par les Saoudiens commandant en chef des mercenaires.
De par ses excellentes relations avec le prince Fayçal, McLean assure le rôle d’intermédiaire entre les Britanniques, les Saoudiens et les royalistes yéménites. Jusqu’en 1967, il accomplit donc de nombreux séjours au Yémen et en Arabie saoudite, rentrant à Londres pour faire ses rapports au MI6. En novembre 1967, il participe même au siège de Sanaa, tenue par les forces républicaines.

## Fonctions honorifiques
Billy McLean a été membre de la Royal Company of Archers, formation créée en 1676 pour assurer la protection rapprochée du souverain lors de ses déplacements en Écosse. 
Avec la Queen's [King’s] Bodyguard of the Yeomen of the Guard (créée en 1485) et la Her (His) Majesty's Body Guard of the Honourable Corps of Gentlemen at Arms (Garde rapprochée du souverain britannique) (créée en 1509) elle constitue la Garde du souverain (The Sovereign's Bodyguard), formation dédiée aux cérémonies exclusivement.